# Right Here, Right Everywhere
『Right Here, Right Everywhere』(ライト・ヒアー・ライト・エブリーウェア)はBoAの配信限定シングル

## 解説
シングルとしては前作『Make Me Complete』より約1年半振りとなる。
本作は、大切な人を想う気持ちを歌い上げたバラードとして仕上がっていると言う。

## 収録曲
1. Right Here, Right Everywhere
作詞：田中秀典／作曲：DWB, Rike Boomgaarden
フジテレビ系オトナの土ドラ『屋根裏の恋人』主題歌

## 収録アルバム
Right Here, Right Everywhere
- 『私このままでいいのかな』